# Gustav Olsen

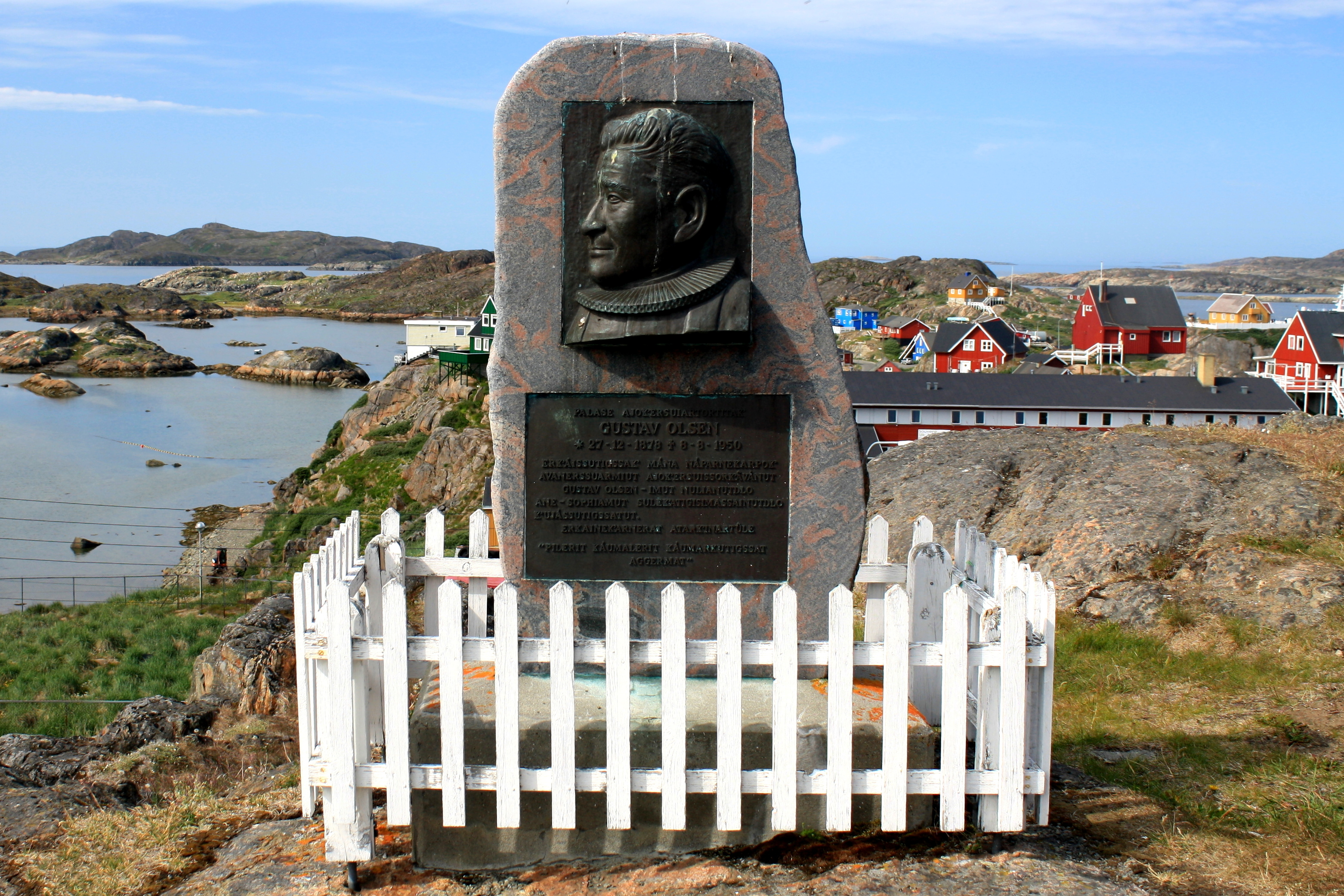
Gedenkstein für Gustav Olsen in Sisimiut

Gustav Karl Eli Olsen (* 27. Dezember 1878 in Sisimiut; † 7. August 1950 ebenda) war ein grönländischer Pastor, Missionar und Schriftsteller.

## Leben
Gustav Olsen wurde als Sohn des Oberkatecheten Tomas Kristoffer Samuel Olsen (1843–1919) und seiner Frau Johanne Gjertrud Kirsten Inger Johansen (1854–1911) geboren. Der Landesrat Frederik Olsen (1882–1969), der Missionar Julius Olsen (1887–1972) und der Expeditionsteilnehmer Jakob Olsen (1890–1936) waren seine Brüder. Er heiratete Ane Sophie Karen Berthelsen (1882–1951), Tochter des Dichters Rasmus Storm Josva Berthel Berthelsen (1827–1901) und seiner dritten Frau Sara Gjertrud Louise Poulsen (1842–1910). Aus der Ehe ging unter anderem die Söhne Hendrik Olsen (1901–1967) und Knud Olsen (1911–?) hervor. Ein Enkel war der Künstler Kristian Olsen (1942–2015).
Gustav Olsen wurde an Grønlands Seminarium zum Katecheten ausgebildet und schloss die Ausbildung im Jahr 1900 ab. Er hatte gehört, dass die Inughuit im Norden Grönlands abgeschieden von der Kolonisation lebten und beschloss noch während des Studiums, dass er die dortige Bevölkerung zum Christentum bewegen wollte. 1909 beschloss Knud Rasmussen eine Missionsstation in Uummannaq (Dundas) zu errichten. Im selben Jahr wurde Gustav Olsen in Ilulissat ordiniert und zog gemeinsam mit Knud Rasmussen nach Uummannaq. Er wurde begleitet von Sechmann Rosbach, der ihn als Katechet unterstützen sollte. 1910 wurde die Missionsstation um eine von Peter Freuchen geleitete Handelsstation Thule ergänzt. 1914 kehrte Sechmann Rosbach nach Westgrönland zurück und wurde von seinem Schwager Enok Kristiansen ersetzt. Mit Ausnahme eines Dänemarkaufenthalts von 1913 bis 1914 missionierte Gustav Olsen die Inughuit, wobei fehlende Versorgungsschiffe das Unternehmen erschwerten. 1921 musste er aus gesundheitlichen Gründen aufgeben. Zu diesem Zeitpunkt waren bereits 120 der 270 Inughuit getauft, die anderen sollten bald folgen. Sein Nachfolger als Missionar wurde Jens Olsen. Gustav Olsen galt als motivierter und eifriger Missionar, der den Vorteil hatte, selbst Grönländer zu sein.
Nach seiner Rückkehr nach Westgrönland wurde er Pastor in den Upernavik, Ilulissat, Qeqertarsuaq, Uummannaq und in seiner Heimat Sisimiut. 1936 wurde er pensioniert. 1937 wurde er zum Ritter des Dannebrogordens ernannt. Er starb 1950 im Alter von 71 Jahren in Sisimiut. Vor der Zions Kirke in Sisimiut erinnert heute ein Denkmal an ihn. (→ Karte)

## Werke
- 1912: Ivnânganermiut mêrartáinik („Über die Kinder am Kap York [=Thule]“)
- 1923: Gustav Olsenip Ivnânganermîtitdlune uvdlorsiutaisa ilait („Teile der Tagebücher Gustav Olsens während seines Aufenthalts am Kap York [=Thule]“)